# 조민 (1991년)
조민(1991년 9월 24일~)은 조국 전 법무부 장관과 정경심 전 동양대 교수 부부의 장녀이다.

## 생애
부산대 의전원을 졸업하고 짧은 시간 의사로 근무했으나 모 정경심씨의 입시비리 혐의가 인정되어 23년 7월에 의사면허가 취소되었으며, 고등학교 이후 학적도 모두 취소된 상태이다. 본인도 입시비리 혐의로 불구속 기소되었고 23년 12월에 첫 재판을 앞두고 있다. 2015년 부산대학교 의학전문대학원에 입학했지만, 두 번 유급한 바 있다. 이후 2021년 1월 의사국시에 최종 합격하였다. 이후 한국전력공사 산하인 한일병원 인턴에 합격하였다.
2019년 8월 처음 조민의 부정입학 의혹이 제기되었다. 2019년 8월 20일 동아일보의 단독보도를 통해 조민이 고교에 재학 중이던 2008년(고등학교 2학년)에 대한병리학회에 제출한 영어 논문 ‘eNOS Gene Polymorphisms in Perinatal Hypoxic-Ischemic Encephalopathy’(출산 전후 허혈성 저산소뇌병증(HIE)에서 혈관내피 산화질소 합성효소 유전자의 다형성)이 2009년 3월 제1저자로 대한병리학회에서 발행한 'Journal of Pathology and Translational Medicine' 학술지에 등재된 사실을 확인하였다.
2021년 4월 8일에 고려대가 교육부에 조민의 입학취소 검토자료를 제출하였고, 2021년 8월 24일에 조민의 의전원 입학이 취소되어 고려대학교 입학취소심의위원회 구성에 착수했다. 결국 2022년 4월 5일 입학이 취소되었다. 고려대와 부산대에 소송을 냈지만 아버지의 정치 참여와 함께 취하했다.

## 같이 보기
- 조국
- 정경심
- 조국 사태